# Christopher Braun
Christopher Braun (Amburgo, 15 luglio 1991) è un calciatore tedesco, difensore del Rapid Bucarest.

## Carriera
Ha giocato nella massima serie greca e rumena.

## Statistiche

### Presenze e reti nei club
Statistiche aggiornate al 24 gennaio 2022.
| Stagione               | Squadra                | Campionato             | Campionato | Campionato | Coppe nazionali | Coppe nazionali | Coppe nazionali | Coppe continentali | Coppe continentali | Coppe continentali | Altre coppe | Altre coppe | Altre coppe | Totale | Totale |
| Stagione               | Squadra                | Comp                   | Pres       | Reti       | Comp            | Pres            | Reti            | Comp               | Pres               | Reti               | Comp        | Pres        | Reti        | Pres   | Reti   |
| ---------------------- | ---------------------- | ---------------------- | ---------- | ---------- | --------------- | --------------- | --------------- | ------------------ | ------------------ | ------------------ | ----------- | ----------- | ----------- | ------ | ------ |
| 2011-2012              | St. Pauli II           | RL                     | 30         | 0          |                 | -               | -               |                    | -                  | -                  |             | -           | -           | 30     | 0      |
| 2012-2013              | St. Pauli II           | RL                     | 18         | 1          |                 | -               | -               |                    | -                  | -                  |             | -           | -           | 18     | 1      |
| Totale St. Pauli II    | Totale St. Pauli II    | Totale St. Pauli II    | 48         | 1          |                 | -               | -               |                    | -                  | -                  |             | -           | -           | 48     | 1      |
| 2013-2014              | SV Wilhelmshaven       | RL                     | 33         | 2          | CG              | 1               | 0               |                    | -                  | -                  |             | -           | -           | 34     | 2      |
| 2014-2015              | Oldenburg              | RL                     | 30         | 1          |                 | -               | -               |                    | -                  | -                  |             | -           | -           | 30     | 1      |
| 2015-2016              | Wattenscheid 09        | RL                     | 34         | 1          |                 | -               | -               |                    | -                  | -                  |             | -           | -           | 34     | 1      |
| 2016-2017              | Fortuna Sittard        | 1D                     | 35         | 1          | CO              | 1               | 0               |                    | -                  | -                  |             | -           | -           | 35     | 1      |
| 2017-2018              | Fortuna Sittard        | 1D                     | 28         | 0          | CO              | 3               | 0               |                    | -                  | -                  |             | -           | -           | 31     | 0      |
| ago.-dic. 2018         | Fortuna Sittard        | ED                     | 0          | 0          | CO              | 0               | 0               |                    | -                  | -                  |             | -           | -           | 0      | 0      |
| Totale Fortuna Sittard | Totale Fortuna Sittard | Totale Fortuna Sittard | 63         | 1          |                 | 4               | 0               |                    | -                  | -                  |             | -           | -           | 67     | 1      |
| gen.-mag. 2019         | OFI Creta              | SL                     | 13         | 0          | CG              | 1               | 0               |                    | -                  | -                  |             | -           | -           | 14     | 0      |
| 2019-2020              | OFI Creta              | SL                     | 28         | 0          | CG              | 4               | 0               |                    | -                  | -                  |             | -           | -           | 32     | 0      |
| Totale OFI Creta       | Totale OFI Creta       | Totale OFI Creta       | 41         | 0          |                 | 5               | 0               |                    | -                  | -                  |             | -           | -           | 46     | 0      |
| 2020-2021              | Botoșani               | L1                     | 24         | 0          | CR              | 2               | 0               |                    | -                  | -                  |             | -           | -           | 26     | 0      |
| 2021-2022              | Botoșani               | L1                     | 22         | 1          | CR              | 1               | 0               |                    | -                  | -                  |             | -           | -           | 23     | 0      |
| Totale Botoșani        | Totale Botoșani        | Totale Botoșani        | 46         | 1          |                 | 3               | 0               |                    | -                  | -                  |             | -           | -           | 49     | 1      |
| Totale carriera        | Totale carriera        | Totale carriera        | 295        | 7          |                 | 13              | 0               |                    | -                  | -                  |             | -           | -           | 308    | 7      |